# Marc van der Holst
Marc van der Holst (Noordwijk, 1973) is een Nederlandse striptekenaar en muzikant, die meestal drums speelt. Van der Holst werkt ook wel onder het pseudoniem mrcvndrhlst.

## Biografie
Eind jaren 80 richtte Van der Holst met jeugdvrienden Mark van Rijnberk en Davy van der Putten de band The Post op, die lokaal veel aanhang kreeg. Begin jaren 90 begon Van der Holst, die grafisch ontwerper is, met het tekenen van kleine stripjes, die hij in eigen beheer uitgaf. Toen hij voor de grap enkele stripjes van zijn creatie Spekkie Big opstuurde naar de Sjosji om deze te laten beoordelen, bleek de redactie zo enthousiast dat ze hem vroegen voor het blad te komen tekenen. In 1995 kwam het eerste album uit, Het allerslechtste van Spekkie Big.
The Post ontgroeide ondertussen het alternatieve-rockgenre. Er werd besloten te gaan werken aan ander materiaal, dat meer in lijn lag met The Beatles. De band werd hierop hernoemd tot The Ponies. Ondanks twee zorgvuldig opgenomen albums, brak de band niet door en werd de band opgeheven. Van der Holst richtte zich ondertussen meer en meer op zijn stripcarrière. In 1999 viel het doek voor Sjosji, maar Van der Holst bleef volop publiceren, onder andere in Zone 5300, Folia, Myx en het tijdschrift van Subbacultcha!. In 2001 verscheen het boek Lekker lachen met Spekkie Big en in 2003 Het jaar van de big.
Begin jaren 2000 ging Van der Holst spelen in The Bingo Trappers en een aantal jaar later volgde hij Bingo Trappers gitarist Jan Schenk naar diens band Norma Jean. In 2005 stapte gitariste en zangeres Marloes van Asselt uit de band en werd de naam veranderd in Hospital Bombers. Ondertussen speelde Van der Holst ook met oud-Ponies Van der Putten en Rijnberk en zijn toenmalige vriendin Naomi van der Ven in de band The Heights. Eind 2005 bracht de band het album Beachyhead uit op Excelsior Recordings, onder productie van Jan Schenk. Begin 2007 bracht ook Hospital Bombers zijn debuutplaat Footnotes op Excelsior.
In 2009 richtte Van der Holst naast Hospital Bombers en The Heights nog de gelegenheidsprojecten Przewalski, met Van der Putten en Rijnberk, op en Spilt Milk, met Marcel Duin van de band Appie Kim. In de zomer nam Van der Holst nog deel aan de opnames van het nieuwe album van The Heights, dat in 2010 verscheen, maar besloot na de opnames uit de band te stappen.
Op 29 september 2009 presenteerde hij in De Nieuwe Anita vijf nieuwe uitgaven van Spekkie Big bij de Belgische stripuitgeverij Bries. In 2012 richtte hij met twee leden van Spilt Milk de band The Avonden op, waarmee hij nummers geïnspireerd op Gerard Reve ten gehore brengt. In deze band is hij frontman en gitarist. In 2016 bracht hij een album uit met The Avonden.

## Stripuitgaven
- Het allerslechtste van Spekkie Big (1997)
- Lekker lachen met Spekkie Big (2001)
- Het jaar van de big (2003)
- Brian maakt een vuist voor de wereldvrede (2004)
- Het stinkt hier naar snot! (2009)
- Punkrock Spekkie Big (2009)
- Spekkie Big in: cognito (2009)
- Ceci n'est pas Petit Lard Porc (2009)
- Spekkie Big in het seksbos (2009) met Lamelos

## Bands
- The Post (1989-1995)
- The Ponies (1995-2000)
- The Bingo Trappers (2001-2004)
- Norma Jean (2002-2005)
- Hospital Bombers (2005-)
- The Heights (2006-2009)
- Prezwalski (2009-2014)
- Spilt Milk (2009-)
- The Avonden (2012-heden)